# Associazione Giovanile Nocerina 1947-1948
Questa voce raccoglie le informazioni riguardanti l'Associazione Giovanile Nocerina  nelle competizioni ufficiali della stagione 1947-1948.

## Rosa
| N. |                   | Ruolo | Calciatore        |
| -- | ----------------- | ----- | ----------------- |
|    | Italia (bandiera) | D     | Bruno Berra       |
|    | Italia (bandiera) | C     | Mario Busidoni    |
|    | Italia (bandiera) | A     | Calleri           |
|    | Italia (bandiera) | A     | Giuseppe Chiesa   |
|    | Italia (bandiera) | A     | Chiratz           |
|    | Italia (bandiera) | C     | Renato Cipriani   |
|    | Italia (bandiera) | A     | Cosimo D’Acunto   |
|    | Italia (bandiera) | C     | Giacomo De Caprio |
|    | Italia (bandiera) | D     | Renato Ferrarese  |
|    | Italia (bandiera) | A     | Remo Galli        |

| N. |                   | Ruolo | Calciatore         |
| -- | ----------------- | ----- | ------------------ |
|    | Italia (bandiera) | A     | Otello Longhi II   |
|    | Italia (bandiera) | A     | Oberdan Marchionni |
|    | Italia (bandiera) | D     | Gildo Montagner    |
|    | Italia (bandiera) | A     | Armando Palma      |
|    | Italia (bandiera) | C     | Mario Saracino     |
|    | Italia (bandiera) | P     | Scannapicco        |
|    | Italia (bandiera) | P     | Giuseppe Traverso  |
|    | Italia (bandiera) | C     | Antonio Zidarich   |
|    | Italia (bandiera) | A     | Enrico Zucchinali  |
|    | Italia (bandiera) | A     | Vitolo             |

## Risultati

### Campionato

#### Girone di andata
| 28 settembre 1947 1ª giornata | Nocerina | 2 – 0 | Pescara |  |

| 21 settembre 1947 2ª giornata | Cosenza | 3 – 1 | Nocerina |  |

| 28 settembre 1947 3ª giornata | Nocerina | 1 – 0 | Scafatese |  |

| 5 ottobre 1947 4ª giornata | Nocerina | 1 – 0 | Empoli |  |

| 12 ottobre 1947 5ª giornata | Rieti | 1 – 0 | Nocerina |  |

| 19 ottobre 1947 6ª giornata | Nocerina | 0 – 0 | Arsenaltaranto |  |

| 26 ottobre 1947 7ª giornata | Nocerina | 5 – 1 | Gubbio |  |

| 2 novembre 1947 8ª giornata | Anconitana | 3 – 1 | Nocerina |  |

| 16 novembre 1947 9ª giornata | Nocerina | 4 – 2 | Pisa |  |

| 23 novembre 1947 10ª giornata | Siena | 0 – 0 | Nocerina |  |

| 30 novembre 1947 11ª giornata | Perugia | 2 – 0 | Nocerina |  |

| 7 dicembre 1947 12ª giornata | Nocerina | 1 – 0 | Lecce |  |

| 21 dicembre 1947 13ª giornata | Palermo | 1 – 0 | Nocerina |  |

| 28 dicembre 1947 14ª giornata | Torrese | 1 – 0 | Nocerina |  |

| 4 gennaio 1948 15ª giornata | Nocerina | 3 – 1 | Brindisi |  |

| 11 gennaio 1948 16ª giornata | Siracusa | 1 – 0 | Nocerina |  |

| 18 gennaio 1948 17ª giornata | Nocerina | 2 – 4 | Ternana |  |

#### Girone di ritorno
| 15 febbraio 1948 18ª giornata | Pescara | 1 – 0 | Nocerina |  |

| 22 febbraio 1948 19ª giornata | Nocerina | 2 – 0 | Cosenza |  |

| 29 febbraio 1948 20ª giornata | Scafatese | 1 – 0 | Nocerina |  |

| 7 marzo 1948 21ª giornata | Empoli | 1 – 0 | Nocerina |  |

| 14 marzo 1948 22ª giornata | Nocerina | 3 – 1 | Rieti |  |

| 21 marzo 1948 23ª giornata | Arsenaltaranto | 3 – 0 | Nocerina |  |

| 28 marzo 1948 24ª giornata | Gubbio | 1 – 0 | Nocerina |  |

| 11 aprile 1948 25ª giornata | Nocerina | 3 – 0 | Anconitana |  |

| 17 aprile 1948 26ª giornata | Pisa | 5 – 1 | Nocerina |  |

| 25 aprile 1948 27ª giornata | Nocerina | 1 – 0 | Siena |  |

| 2 maggio 1948 28ª giornata | Nocerina | 2 – 0 | Perugia |  |

| 9 maggio 1948 29ª giornata | Lecce | 1 – 1 | Nocerina |  |

| 23 maggio 1948 30ª giornata | Nocerina | 0 – 3 | Palermo |  |

| 30 maggio 1948 31ª giornata | Nocerina | 3 – 0 | Torrese |  |

| 6 giugno 1948 32ª giornata | Brindisi | 1 – 1 | Nocerina |  |

| 13 giugno 1948 33ª giornata | Nocerina | 0 – 1 | Siracusa |  |

| 20 giugno 1948 34ª giornata | Ternana | 3 – 1 | Nocerina |  |